# Занзибарский галаго
Занзибарский галаго (лат. Paragalago zanzibaricus) — примат семейства галаговых.

## Классификация
Выделяют два подвида:
- Paragalago zanzibaricus zanzibaricus, из Занзибара
- Paragalago zanzibaricus udzungwensis, из материковой Танзании

## Описание
Шерсть светло-серая, хвост более тёмный. Брюхо кремовое, щёки и горло желтоватые. Длина тела 140—150 мм, длина хвоста 205—227 мм.

## Распространение
Встречается на острове Занзибар и в горных районах материковой Танзании на высоте до 1100 метров над уровнем моря. Также известна популяция с острова Мафия.

## Образ жизни
Об образе жизни известно немного, полевые исследования указывают на рацион, состоящий из фруктов и беспозвоночных.

## Статус популяции
Международный союз охраны природы присвоил этому виду охранный статус «Близки к уязвимому положению» (англ. Near threatened). Виду угрожает деградация, утрата и фрагментация его лесного ареала.